# Ford Trimotor
Ford Trimotor (lub Tri-Motor) – amerykański, trzysilnikowy, śmigłowy samolot pasażerski, zwany przez pilotów „Blaszaną gęsią” (ang. The Tin Goose) wykorzystywany także do celów transportowych. Jego budowę rozpoczęto w 1925 w koncernie Henry’ego Forda, a rok później podjęto produkcję, która trwała do połowy 1933. Choć z założenia był przeznaczony dla lotnictwa cywilnego, należał także do wyposażenia jednostek wojskowych w kilku krajach. Był sprzedawany na całym świecie. W 1927 cena modelu 4-AT-A wynosiła $14475.

## Historia projektu
Ford Trimotor powstał dzięki pomysłowi Williama Bushnella Stouta,  konstruktora lotniczego, który wcześniej zaprojektował kilka maszyn, korzystając z rozwiązań technicznych Hugo Junkersa, niemieckiego inżyniera, innowatora i twórcy wielu samolotów. Stout, będący również przedsiębiorcą, na początku lat 20. XX wieku wysłał do czołowych przemysłowców amerykańskich list z prośbą o dofinansowanie w kwocie tysiąca dolarów, w którym napisał: „Za otrzymaną kwotę gwarantuję tylko jedno, a to mianowicie, że przekazane mi pieniądze nigdy Panu nie będą zwrócone”. W ten sposób zebrał 20 tysięcy dolarów i pozyskał dla swojej Stout Metal Airplane Company dwudziestu inwestorów, wśród których byli m.in. Henry Ford i jego syn – Edsel.

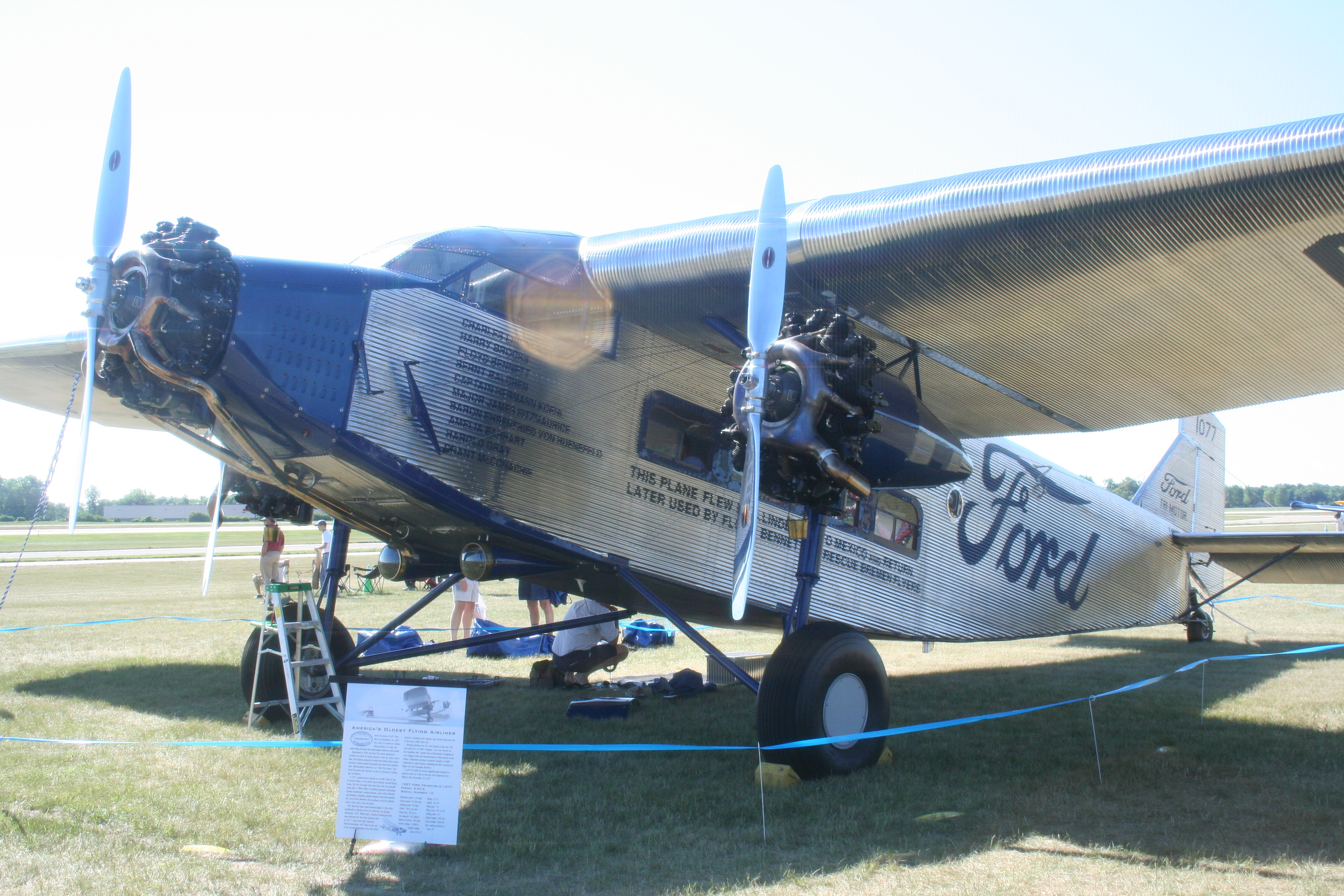
„Blaszana gęś” 4-AT

W 1925 Ford odkupił od Stouta zakłady i projekty konstrukcyjne, ale pozostawił go na stanowisku głównego inżyniera. Jednakże, planowany jako jednosilnikowy, samolot zmienił się w konstrukcję wielomotorową Stout 3-AT, wyposażoną w trzy chłodzone powietrzem silniki tłokowe w układzie gwiaździstym. Po zbudowaniu prototypu i lotach próbnych, które wykazały, że samolot jest nieudany, Ford odsunął  Stouta od wszelkich prac projektowo-konstrukcyjnych. W styczniu 1926 pożar strawił całe zakłady, łącznie z prototypem 3-AT, kilkoma starszymi maszynami 2-AT i wszelką dokumentacją techniczną.
Stanowisko Stouta objął Tom Towle i zatrudnił trzech młodych inżynierów-konstruktorów, m.in. Jamesa Smitha McDonnella, późniejszego współzałożyciela koncernu lotniczego McDonnell Douglas. Zespół ten stworzył następnie modele 4-AT i 5-AT, które nosiły już nazwę Ford Trimotor.

## Budowa i wersje

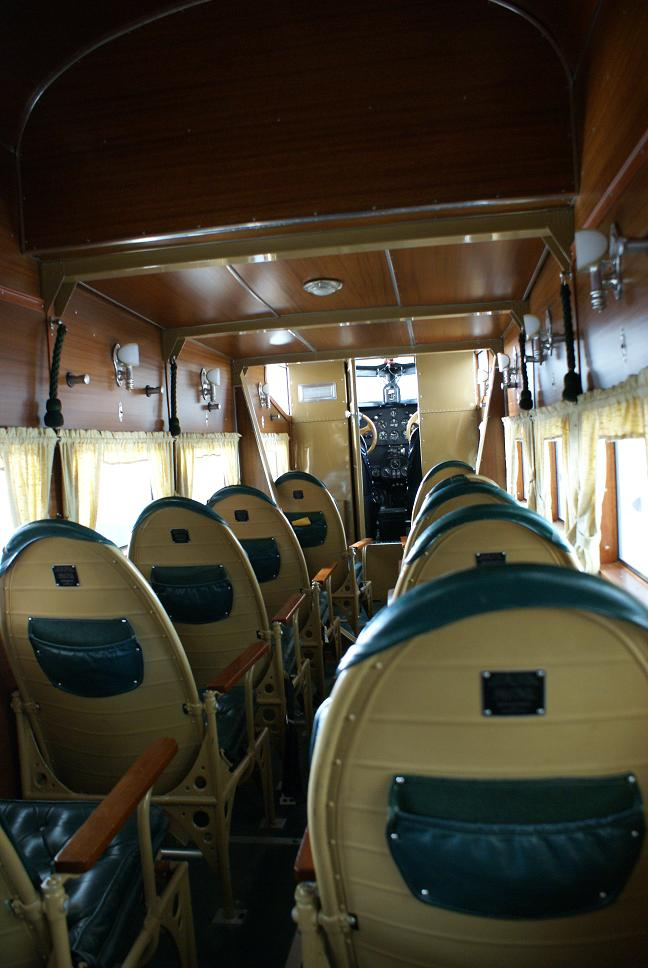
Wnętrze pasażerskie 5-AT-B

Zastosowanie całkowicie metalowej konstrukcji przy budowie Forda Trimotor nie było pomysłem nowatorskim, ale technologicznie samolot był bardziej nowoczesny niż maszyny budowane wedle standardów produkcyjnych z lat 20. XX w. Ford Trimotor przypominał Fokkera F.VII, ale w przeciwieństwie do swojego holenderskiego, dość wypadkowego odpowiednika, był w pełni metalowy, co Henry’emu Fordowi dało powód do stwierdzenia, że „jest to najbezpieczniejszy samolot na świecie”. Kadłub i skrzydła były pokryte falistą blachą aluminiową, która wzmacniała konstrukcję, ale jednocześnie negatywnie wpływała na parametry przeciągnięcia. Właśnie owe dwie cechy sprawiły, że zyskał miano „Blaszanej gęsi”. Choć zaprojektowany jako pasażerski, samolot mógł być łatwo zaadaptowany do przewozu towarów dzięki możliwości łatwego demontażu foteli. W celu zwiększenia ładowności zastosowano w wersji 5-AT dodatkowe, uchylne pojemniki w skrzydłach, będące wówczas nowinką konstrukcyjną.  Innowacyjne było także całkowicie metalowe usterzenie, ale sterowanie nim za pomocą stalowych linek umocowanych na zewnętrznej powierzchni samolotu, było już rozwiązaniem stosowanym powszechnie. Na zewnątrz znajdowały się również wskaźniki kontrolne silników, zamontowane bezpośrednio na nich w taki sposób, żeby ich wskazania były widoczne dla siedzącego w kabinie pilota. Jeszcze większym anachronizmem było zastosowanie ręcznego hamulca.
Ford Trimotor 4-AT w wersji standardowej był wyposażony w trzy chłodzone powietrzem, gwiazdowe silniki tłokowe o mocy od 149/200 kW/KM (4-AT-A) do 224/300 kW/KM (4-AT-E). Załoga składała się z dwóch pilotów i stewardesy, na pokładzie było 8-9 miejsc dla pasażerów. Wyprodukowano również kilkadziesiąt egzemplarzy samolotu w wersji wojskowej, przeznaczonej dla wszystkich rodzajów Sił Zbrojnych Stanów Zjednoczonych. Typ 4-AT, w zależności od zastosowanego silnika, nosił oznaczenia: Ford C-3, C-3A i C-9, natomiast typ 5-AT odpowiednio: Ford C-4 i C-4A.

## Historia użytkowania

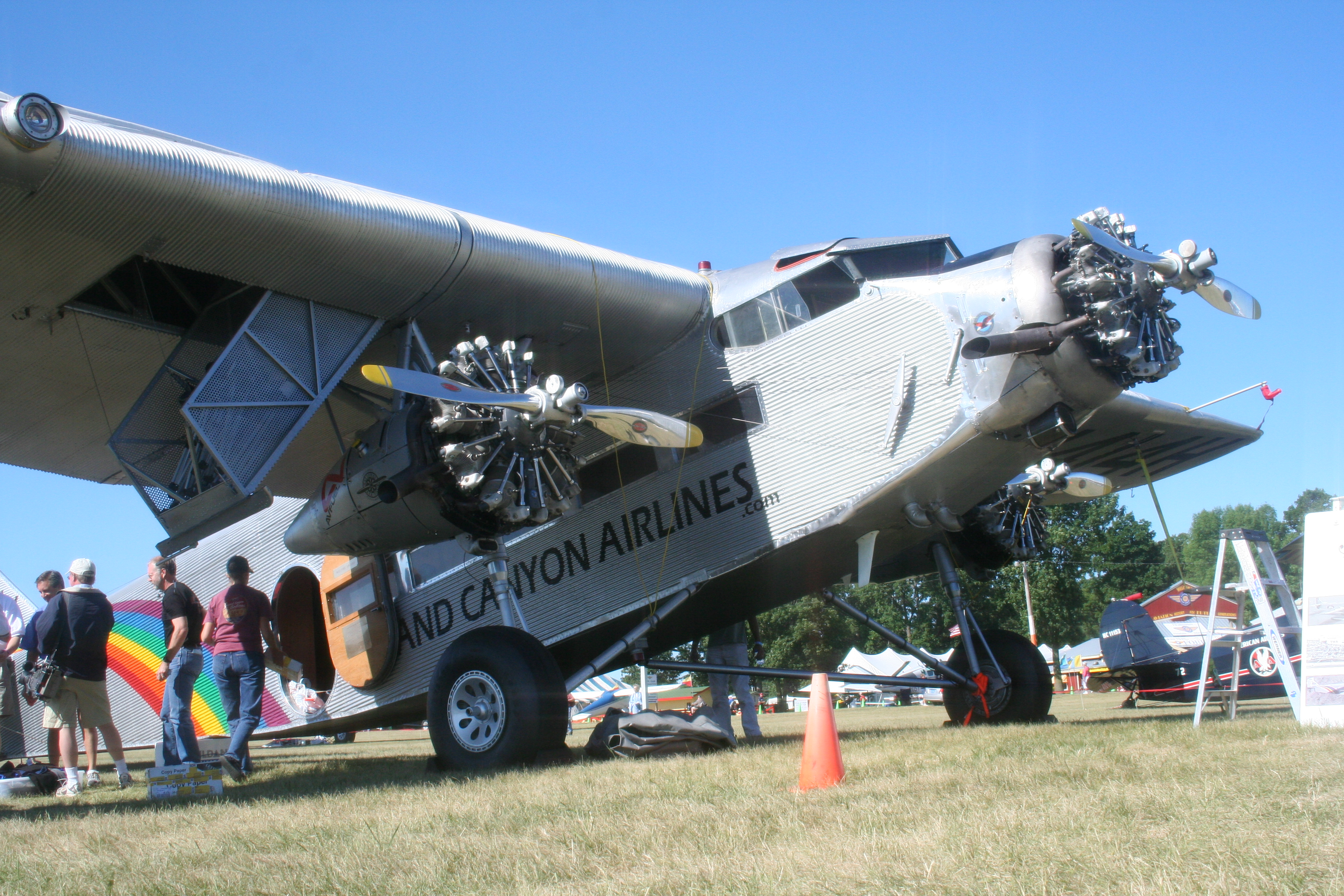
„Blaszana gęś” 5-AT-B

W latach 1926–1933 wyprodukowano 199 egzemplarzy samolotu: 79 w wersji 4-AT i 117 w wersji 5-AT. Powstało także kilka modeli eksperymentalnych. Ford Trimotor był użytkowany przez ponad sto linii lotniczych w takich krajach jak Stany Zjednoczone, Kanada, Czechosłowacja, Dominikana, Kolumbia, Kuba i Meksyk. Jako maszyna wojskowa służył w Siłach Zbrojnych Stanów Zjednoczonych oraz lotnictwie Australii, Hiszpanii, Kanady, Kolumbii i Wielkiej Brytanii. Przede wszystkim jednak oddał wielkie zasługi lotnictwu cywilnemu. W chwili wejścia na rynek górował zaletami konstrukcji nad wszystkimi samolotami wykorzystywanymi ówcześnie do przewozu pasażerów. Jego pojawienie się spowodowało niemal natychmiastowe powstanie połączenia lotniczego między obu wybrzeżami Stanów Zjednoczonych. Ponadto w barwach linii Pan American latał do krajów Ameryki Centralnej i Południowej.
Złota era Forda Trimotor skończyła się w 1933, kiedy weszły do użytku większe i nowocześniejsze samoloty pasażerskie. Nie oznaczało to jednak odejścia „Blaszanej gęsi” do lamusa. Zawarte w reklamie z 1929 oświadczenie producenta, że „żaden samolot Forda nigdy dotąd nie zużył się podczas swojej służby” znalazło potwierdzenie w rzeczywistości. Dzięki swej doskonałej renomie, choć już nieprodukowany, samolot nadal był wykorzystywany, głównie do celów transportowych. Jako maszyna użytkowa latał aż do lat 60. ubiegłego wieku. Obecnie nierzadko znajduje zastosowanie jako w pełni sprawny rekwizyt filmowy.

## Słynne loty

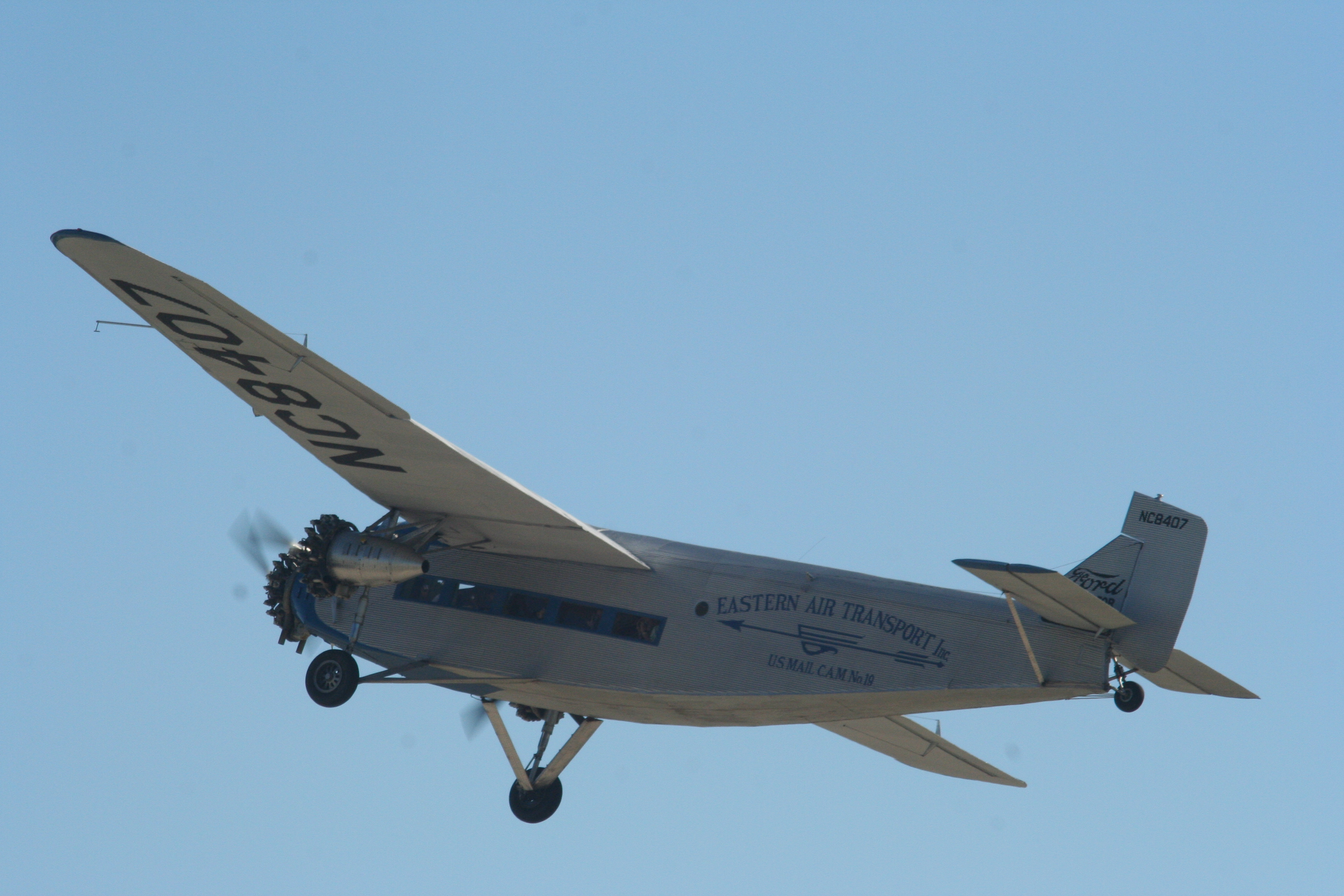
„Blaszana gęś” w locie

Ford Trimotor miał opinię samolotu niezawodnego i wręcz niezniszczalnego. Wyprodukowany w 1927 egzemplarz 4-AT o numerze seryjnym 10,  miał na koncie szereg historycznych dokonań. Jego udziałem były pierwsze loty komercyjne ze Stanów Zjednoczonych do stolicy Meksyku oraz nad pasmem górskim Canadian Rockies. Za jego sterami zasiadali m.in. Charles Lindbergh i Amelia Earhart. W 1936 samolot doznał poważnych uszkodzeń podczas lądowania i przez dwadzieścia lat niszczał na lotnisku w kanadyjskiej miejscowości Carcross na terytorium Jukonu. W 1956 jednak zabrano i zabezpieczono wrak, który w 1980 kupił kolekcjoner starych samolotów, Greg Herrick, i poddał gruntownej rekonstrukcji, aby w 2006 przywrócić maszynę do lotów.
Trimotor Forda był posiadaczem wielu rekordów, m.in. w kategorii długości lotu. Ponadto jako pierwszy samolot w historii lotnictwa odbył 10 lutego 1927 długodystansowy lot, podczas którego nawigację prowadzono wyłącznie za pomocą łączności radiowej.
Kolejnym wydarzeniem ugruntowującym sławę „Blaszanej gęsi” był pierwszy przelot nad biegunem południowym, który miał miejsce 29 listopada 1929 i był zwieńczeniem ekspedycji, kierowanej przez amerykańskiego pioniera polarnictwa Richarda E. Byrda. Podczas historycznego lotu Byrd był nawigatorem, a samolot pilotował Bernt Balchen.
Ford Trimotor miał również zasługi dla polityki. W 1932 bowiem prezydent Franklin Roosevelt wykorzystał „Blaszaną gęś” w kampanii wyborczej, rezygnując z powszechnych do tej pory podróży koleją. Roosevelt był jednym z pierwszych polityków, którzy użyli samolotu dla potrzeb swojej działalności.
Trójsilnikowy samolot Forda był obecny i na polu walki, biorąc udział w II wojnie światowej. Podczas bitwy o Bataan w 1942, pojedynczy Trimotor służył do ewakuacji wojsk amerykańskich z tego filipińskiego półwyspu. Dwa razy dziennie pokonywał 800 km z 24 żołnierzami na pokładzie. Niestety w trakcie jednego z lotów ewakuacyjnych został zestrzelony przez japoński myśliwiec.
Za sprawą swoich zasług i sławy „Blaszana gęś” trafiła zarówno do filmu, jak i literatury. Clive Cussler, autor popularnych na całym świecie powieści sensacyjno-przygodowych, uhonorował  legendarny samolot, powierzając mu znaczące role w książkach: Lodowa pułapka i Cerber. Steven Spielberg zaprezentował go w akcji w filmie Indiana Jones i Świątynia Zagłady, podobnie jak Michael Mann w obrazie Wrogowie publiczni.